# Jakob Hertzen
Jakob Hertzen, adlad och adopterad Åkerhielm, född 1 mars 1674 i Göteborg, död 8 april 1733 på Hjälmarsberg, var en svensk bergmästare, överjägmästare och godsägare. 
Han var son till handlaren Jakob Hertzen (1624–1675) och Catharina Mollsdorff (1651–1735) som var dotter till tullförvaltaren Lars Danielsson Mollsdorff (1622–1655). Hertzen var från 1700 gift med sin mosters styvdotter Elisabet de Besche (1679–1760) som var dotter till bruksägaren Gillis de Besche (1624–1709). Paret fick 17 barn varav bland sönerna märkes advokaten Jakob (1701–1759), kammarrevisionsrådet Gillis (1703–1773), kommendörkaptenerna Samuel (1705–1788) och Henrik Jakob (1706–1767) samt överjägmästaren Abraham Åkerhielm (1714–1768). Efter att hans far avled gifte modern 1676 om sig med statssekreteraren Samuel Magnusson Åkerhielm (1639–1702). Hertzen blev adopterad av Åkerhielm som sitt eget barn och han svarade för Hertzens uppfostran tillsammans med sina tretton egna barn.
Hertzen var student vid Uppsala universitet och Kungliga Akademien i Åbo. Under sin studietid i Uppsala blev han förtrolig med Josias Cederhielm och blev via Hertzen införd i den Åkerhielmska familjen. Efter studierna fick han en oavlönad tjänst som auskultant i bergskollegium 1693. Han gjorde därefter en studieresa till Harz och de sachsiska bergverken, han skrev en rapport om sina iakttagelser som han ingav till bergskollegium. Rapporten resulterade i att han 1697 tilldelades det stipendiat, som blivit ledigt efter Johan Jakob Wattrang. Han utsågs 9 mars 1699 till bergmästare i Lerbäcks-, Karlskoga-, Nora- och Lindes bergslager i Örebro  län. Som bergmästare var han bosatt på Bergsäng utanför Nora. Hertzen fick ett rykte om sig att var mycket nitisk i handhavandet av sitt bergmästarämbete, och höll en väldig räftst med de gruvfogdar och skogsavverkare och kolhandlare. Under sin tid som bergmästare utfärdade han många föreskrifter och rättegångar mot de som var försumliga. Hertzen lämnade tjänsten vid bergmästarämbetet och utnämndes 21 oktober 1712 till överjägmästare i Närke och Värmland, uppdraget innebär att han skall hålla över uppsikt de allmänna- och enskilda skogar i Närke och Värmland. Han fick i december 1719 majors titel och värdighet. Han ansöker om avsked med bergsråds titel 1732 och önskar i sin avskedsansökan att hans son Karl skall efterträda honom som bergmästare. Jakob ansågs vara en sträng herre som dessutom var härsklysten och var allmänt fruktat i sin hemsocken Almby. En sägen om honom var att Gud straffade honom, att det blev missväxt ett år och på hela Hjälmarsberg mognade det bara tre ax. Det var på detta sätt han fick sitt vapen.
Hertzen hade 1712 då han tog avsked från bergmästareämbetet inköpt gården Hjälmarsberg, utanför Örebro, av Nils Stromberg. Hjälmarsberg kom att bli den adliga ättens stamgods i mer än 100 år. Som godsägare drev han Hjälmarsberg i Almby socken och Vrana säteri i Sköllersta socken. Gården Vrana köpte han 1718 av Georg Henrik Lybecker den ärvdes 1733 av hustrun Elisabeth de Besche och 1760 ärvs den av dottern Ebba Charlotta Åkerhielm.
Han adopterades och adlades 1704 på sin avlidne styvfaders adliga namn Åkerhielm och nummer och han introducerades samma år. Hertzen avled på Hjälmarsberg och ligger jämte sin fru begraven i egen grav vid östra gaveln av Almby kyrka, där hans vapensköld finns uppsatt.